# فريدريك ستينمان
فريدريك ستينمان (بالسويدية: Fredrik Stenman)‏ (مواليد 2 يونيو 1983) هو لاعب كرة قدم. يلعب مع منتخب السويد لكرة القدم. سبق له أن لعب في كأس العالم لكرة القدم مع منتخب بلاده.

## روابط خارجية
- فريدريك ستينمان على موقع الاتحاد الدولي (مؤرشف)  (الإنجليزية)
- فريدريك ستينمان على موقع الاتحاد الأوربي (الإنجليزية)
- فريدريك ستينمان على موقع اتحاد السويد (السويدية)
- فريدريك ستينمان على موقع قاعدة بيانات كرة القدم.إي يو (الإنجليزية)
- فريدريك ستينمان على موقع بيانات كرة القدم. دي إي (الألمانية)
- فريدريك ستينمان على موقع ناشيونال فوتبول تيمز (الإنجليزية)
- فريدريك ستينمان على موقع Soccerway.com (الإنجليزية)
- فريدريك ستينمان على موقع عالم كرة القدم.نت (الإنجليزية)
- فريدريك ستينمان على موقع كووورة